# Centrale électrique de la mine de charbon de Carmaux
La centrale électrique de la mine de charbon de Carmaux est située à Carmaux, dans le Tarn, en région Occitanie.

## Historique

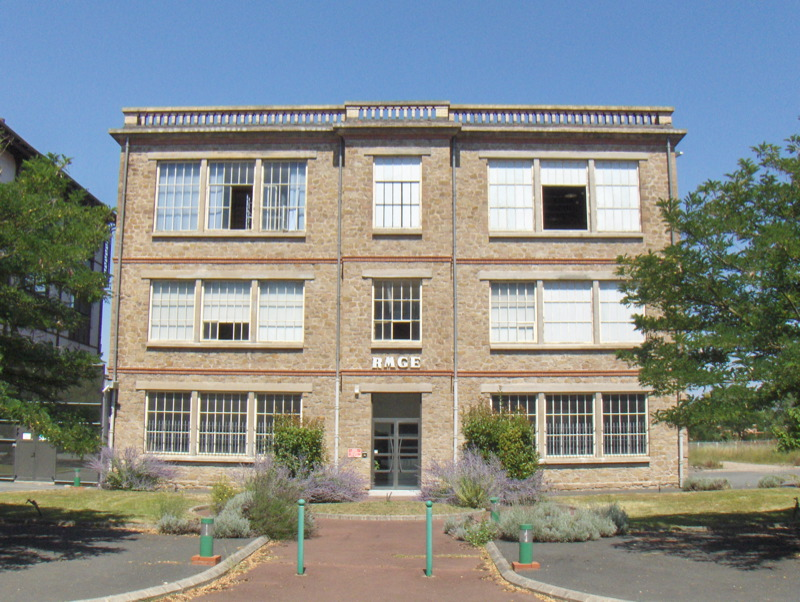
Anciens bureaux administratifs de la centrale.

Dès 1902, une première centrale électrique est construite sur le site par la Société des Mines de Carmaux. Elle est ensuite détruite pour laisser place à une centrale à basse pression, bâtie de 1913 à 1919, principalement par de la main d’œuvre féminine (la plupart des hommes étant au front durant la Première Guerre mondiale). Une troisième, à haute pression, est installée en 1952, à partir des bâtiments existants. Elle alimentait alors quatre puits miniers, ainsi que le lavoir, l'usine de synthèse d'ammoniaque, la cokerie et les cités d'habitations des mineurs.
En 1988, l'ensemble est désaffectée. 
La salle des machines en totalité, les façades et toitures de l'annexe électrique, la conciergerie, les bureaux, les façades et toitures de la maison de l'ingénieur ainsi que le mur de clôture sont inscrits au titre de monument historique par arrêté du 6 septembre 1990.